# ヴルカーノ島

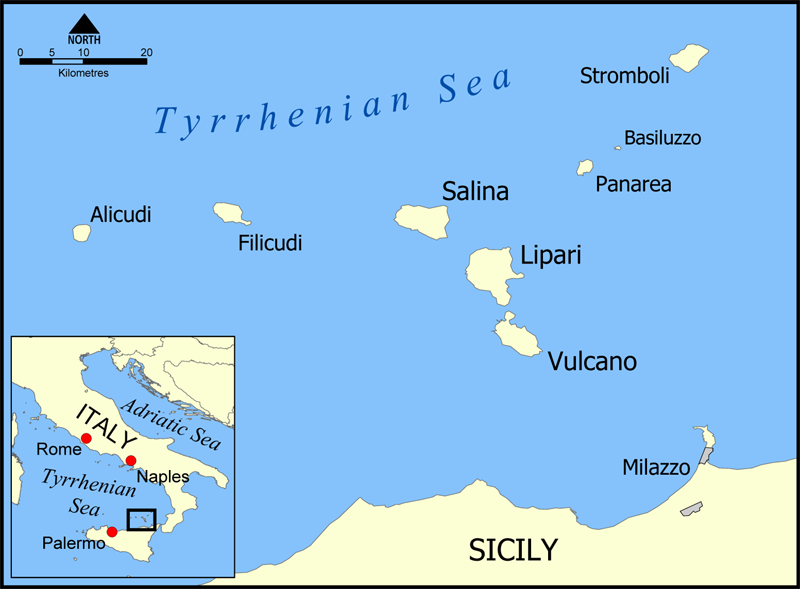
エオリア諸島とヴルカーノ島の位置

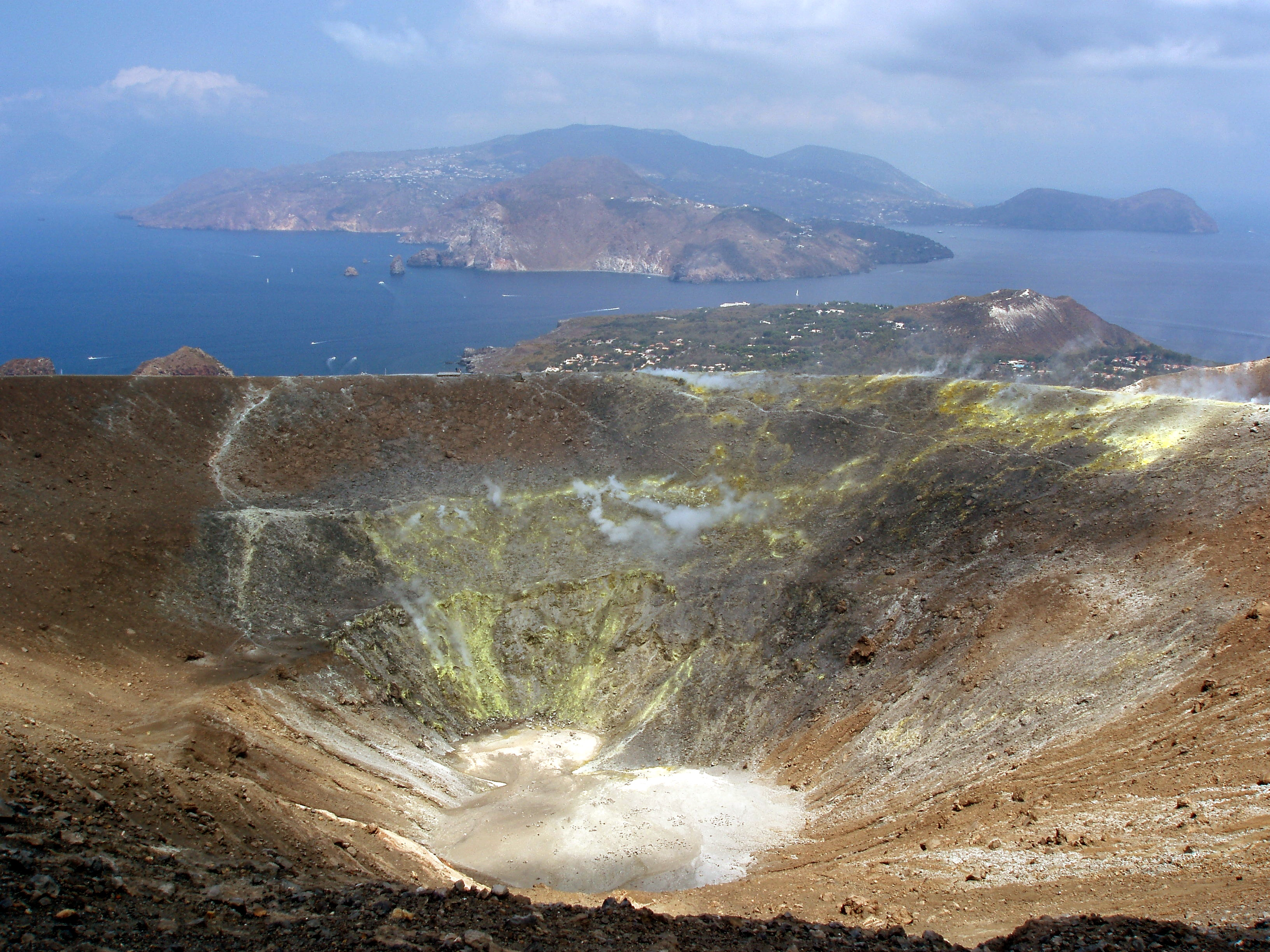
グラン・クラテーレの火口。斜面に硫黄が堆積している。後方はリーパリ島。

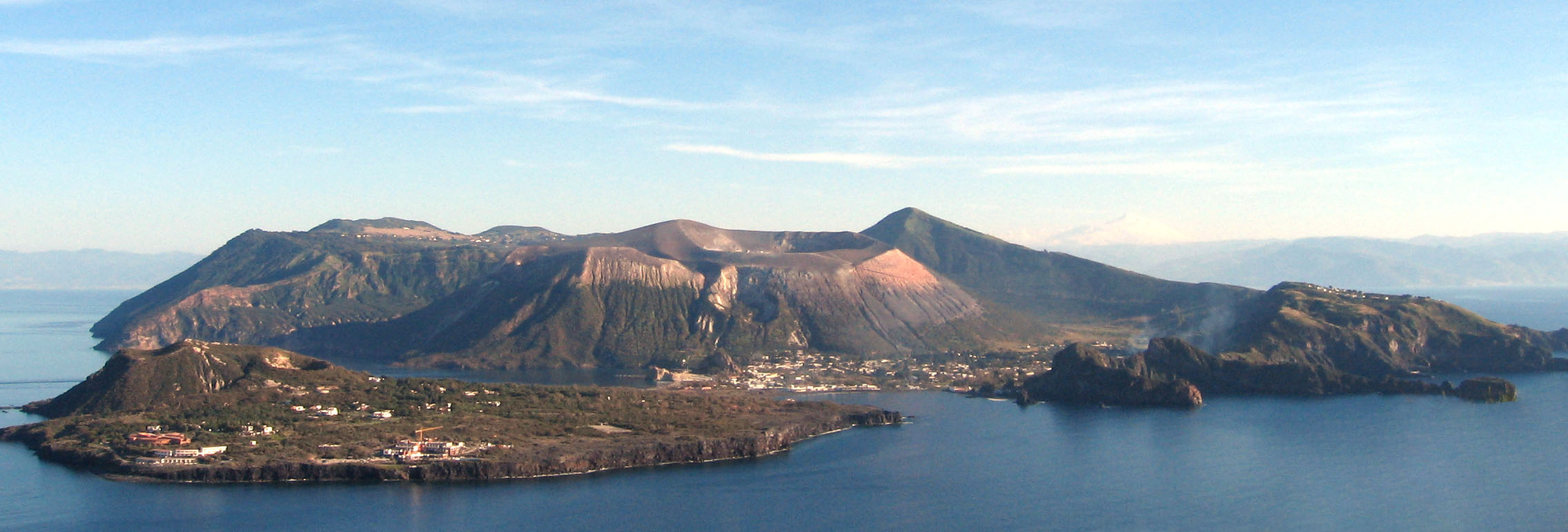
リーパリ島より望む

ヴルカーノ島 (Isola di Vulcano) は、イタリアのエオリア諸島に属する面積約21平方キロメートルの火山島。行政上は、シチリア州メッシーナ県に所属する。

## 名称
日本語文献では「ヴルカノ島」と表記されることもある。

## 地理
シチリア島の20km北のティレニア海のパッティ湾に位置する。ボッケ・ディ・ヴルカーノは、幅750mほどの海峡で対岸にリーパリ島がある。
島は、それと同名のヴルカーノ火山 (Vulcano) の存在によって形作られている。

### 火山
火山活動はアフリカプレートが北へ移動し、ユーラシアプレートとの衝突によってより生じ、3つの活動中心が知られている。最も大きく活発な「ヴルカーノ・デッラ・フォッサ」（Vulcano della Fossa:窪んだ火山）または「グラン・クラテーレ」（Gran Cratere:巨大クレーター）または「コーノ・ディ・ヴルカーノ」（Cono di Vulcano:ヴルカーノの円錐）と呼ばれる高さ391mの赤い石で出来た火山、その他は「ヴルカネッロ」（Vulcanello:小火山、標高123m）、「モンテ・アーリア」（Monte Aria:空気の山、標高500m）、「モンテ・サラチェーノ」（Monte Saraceno:サラセンの山、標高481m）である。
過去およそ6000年の間に少なくとも9回の大きな噴火を繰り返している。最新の噴火は1888年8月3日に発生し、1890年まで続いた。現在でも山上での水蒸気や海底での硫黄質泥の噴出などがある。

## 経済

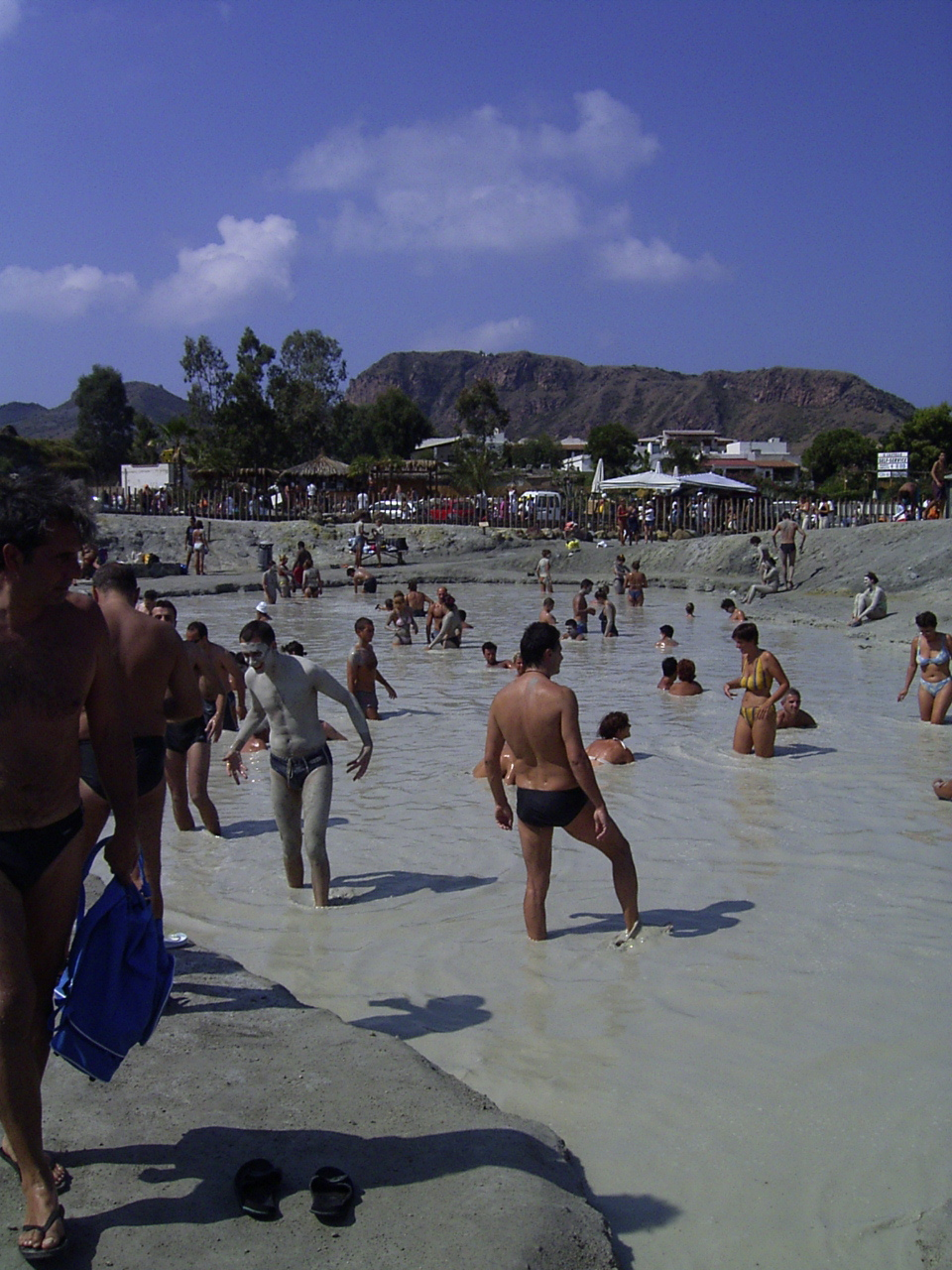
ヴルカーノでの泥浴

噴火口で硫黄を採取する企業がある。島の森林部分ではエニシダとユーカリが茂り、ブドウが栽培されている。放牧も行われている。飲料水の泉に欠き、島の西側にある井戸から調達される。島にとって観光は大変重要である。
島には泥火山を引いた入浴施設があり、硫黄分を含むために肌によいとされ、美容目的の観光も行われている。

## 交通
ヴルカーノ島は、海上交通でリーパリ島と結ばれ、ヴルカーノ島のレヴァンテ港 (Porto di Levante) からボッケ・ディ・ヴルカーノを渡ってリーパリ島までは約15分掛かる。そして、1時間半ほどでメッシーナ県のミラッツォに到達する。

## 神話
ギリシア神話ではこの島には、キュクロープス達が手伝う、火と鍛冶の神ヘパイストスの鍛冶工房があるとされていた。しかし、ローマ神の名前である「ヴルカーノ」（ウルカヌスのイタリア語形）が島には与えられた。そして、ここから「vulcano」（火山）や「vulcanesimo」（火山活動）という単語が作られた。また、ゴムに強度を増すために硫黄を加えて加熱する工程である加硫も、この島から名前をとって"Vulcanization"と名前を付けられた。